# Trinummus
Trinummus, Tres monedas o El hombre de las tres monedas es una obra de teatro del comediógrafo latino Plauto.
Trinummus es una interesante pieza de familia en cuya acción juegan nobles personajes que por su pureza de sentimientos hacen recordar los de la obra Los cautivos. 
Trinummus podría haberse llamado más propiamente El tesoro escondido o El disipador, pero Plauto solía sucumbir a la tentación de dar el título a su obra a partir de un incidente cualquiera de poca importancia. 
Trinummus se debió representar antes del año 560 de Roma. La obra griega original es de Filemón.

## Argumento
Cármides, viéndose precisado a emprender un largo viaje, deja encargado de sus asuntos a su amigo Cálicles, le revela que tiene oculto en su casa un tesoro y le ruega que si muere durante el viaje lo entregue en dote a su hija. 
Lesbónico, hijo de Carmides, es un joven de buen fondo pero pródigo. Durante la ausencia de su padre, disipa casi toda su fortuna y se decide a vender la casa paterna, en la que se halla escondido el tesoro; por lo que, para ponerlo a salvo sin tener que revelar el secreto, el fiel amigo de la familia se ve precisado a comprar la finca a pesar de que las apariencias puedan condenar su acto. 
Un amigo de Lesbónico le pide casarse con su hermana. Cálicles, queriendo cumplir lealmente con el encargo de Cármides sin descubrir el misterio del tesoro, hace creer a Lesbónico que un criado de su padre ha traído la suma necesaria para dotar a la joven según corresponde al rango de su familia. Uno de los numerosos agentes de intrigas que por un módico salario se alquilaban en Roma para cualquier empeño, el trinummus que da nombre a la comedia, se presta a figurar como mensajero de Cármides. 
Pero se malogra toda esta noble maquinación porque en el momento mismo en que se va a llevar a cabo se presenta el propio Cármides, que monta en cólera al enterarse de que Cálicles ha comprado la casa. Pero cuando se aclara todo, se apresura a recompensar la prudencia previsora de su amigo y le pide una hija suya para casarla con Lesbónico, a la vez que se llevan a cabo las proyectadas nupcias de la muchacha, a la que dota el padre espléndidamente. 
La obra concluye con las protestas de arrepentimiento del disipador Lesbónico. 
Como en Los cautivos, en Trinummus no intervienen los personajes femeninos.

## Personajes
Véase Personajes comunes de la comedia romana
Véase Personajes típicos de la comedia plautina
- Los prologuistas LUJURIA e INOPIA (LVXVRIA cum INOPIA PROLOGUS).

- El viejo MEGARÓNIDES (MEGARONIDES SENEX).

- El viejo CÁLICLES (CALLICLES SENEX).

- El joven LISÍTELES (LYSITELES ADVLESCENS).

- El viejo FILTÓN (PHILTO SENEX).

- El joven LESBÓNICO (LESBONICVS ADVLESCENS).

- El esclavo[2] ESTÁSIMO[3] (STASIMVS SERVVS).

- El viejo CÁRMIDES (CHARMIDES SENEX): amigo de Cálicles y padre de Lesbónico.

- Un SICOFANTA[4] (SYCOPHANTA).